# Ragazze folli (film 1938)
Ragazze folli (Entrée des artistes) è un film del 1938 diretto da Marc Allégret.

## Trama
François, Cœcilia e Isabelle studiano recitazione con il professore Lambertin.
François è innamorato, ricambiato, di Isabelle ma prima aveva avuto una relazione con Cœcilia, che non ha accettato la fine della loro storia.

## Critica
Definito da Georges Sadoul un film accurato e dignitoso, opera di uno scopritore di talenti quali Simone Sinoret, la protagonista di questo film. Tra altri «(...) offrì la prima grande occasione a Jean-Pierre Aumont, Michèle Morgan, Brigitte Bardot, (...)». A proposito di quest'ultima è da notare che il titolo Ragazze folli, la versione italiana Entrée des artistes, è ripetuta altrettanto liberamente per il film di diciott'anni dopo, Futures Vedettes, dello stesso regista, interpretato da Brigitte Bardot. Sandro Toni ritiene Ragazze folli (Entrée des artistes) il film da ricordare quasi esclusivamente «che riesce a trovare una sua dimensione grazie soprattutto alla sceltissima schiera di collaboratori, dagli sceneggiatori (Jeanson e Cayatte), all'operatore Matras , al musicista (Georges Auric), agli attori (Louis Jouvet, Claude Dauphin, Odette Joyeux)».